# Nancy Thomson de Grummond
Nancy Thomson de Grummond, née le 26 août 1940 est une enseignante spécialiste des civilisations grecque, étrusque et romaine, professeur à l'université d'État de Floride. 

## Publications
- A Guide to Etruscan Mirrors, 1982
- An Encyclopedia of the History of Classical Archaeology, 1996
- The Religion of the Etruscans, 2006
- Etruscan Mythology, Sacred History and Legend, 2006